# Élections générales espagnoles de novembre 2019 en Aragon
Les élections générales espagnoles de novembre 2019 (en espagnol : Elecciones generales de España de noviembre de 2019) se tiennent le dimanche 10 novembre 2019 afin d'élire les 350 députés et 208 des 266 sénateurs de la XIVe législature des Cortes Generales. 13 députés sont élus en Aragon.

## Résultats
| Parti                  | Parti                                                   | Voix      | %     | +/-   | Sièges | +/-           |  |
| ---------------------- | ------------------------------------------------------- | --------- | ----- | ----- | ------ | ------------- |  |
|                        | Parti socialiste ouvrier espagnol (PSOE)                | 215 361   | 30,72 | 1,02  | 6      | 1             |  |
|                        | Parti populaire (PP)                                    | 167 233   | 23,86 | 4,96  | 4      | 1             |  |
|                        | Vox                                                     | 118 936   | 16,97 | 4,78  | 1      | en stagnation |  |
|                        | Unidas Podemos (UP)                                     | 75 892    | 10,83 | 2,75  | 1      | en stagnation |  |
|                        | Ciudadanos (Cs)                                         | 59 977    | 8,56  | 11,97 | 0      | 3             |  |
|                        | Más País (av. CHA-Equo)                                 | 23 196    | 3,31  | Nv.   | 0      | en stagnation |  |
|                        | Teruel Existe (TE)                                      | 19 761    | 2,82  | Nv.   | 1      | 1             |  |
|                        | Parti animaliste contre la maltraitance animale (PACMA) | 4 565     | 0,65  | 0,27  | 0      | en stagnation |  |
|                        | Sièges en blanc (EB)                                    | 2 333     | 0,33  | 0,11  | 0      | en stagnation |  |
|                        | Union aragonaise (CHA)                                  | 2 000     | 0,29  | Nv.   | 0      | en stagnation |  |
|                        | Mouvement social aragonais (MAS)                        | 1 068     | 0,15  | Nv.   | 0      | en stagnation |  |
|                        | Recortes Cero-Grupo Verde (RC-GV)                       | 1 059     | 0,15  | 0,09  | 0      | en stagnation |  |
|                        | Pour un monde + juste (PUM+J)                           | 673       | 0,10  | 0,03  | 0      | en stagnation |  |
|                        | Autres partis                                           | 2 202     | 0,31  | -     | 0      | -             |  |
|                        | Vote blanc                                              | 6 755     | 0,96  | 0,04  |        |               |  |
|                        |                                                         |           |       |       |        |               |  |
| Suffrages exprimés     | Suffrages exprimés                                      | 701 011   | 99,14 |       |        |               |  |
| Votes nuls             | Votes nuls                                              | 6 080     | 0,86  |       |        |               |  |
| Total                  | Total                                                   | 707 091   | 100   | -     | 13     | en stagnation |  |
| Abstention             | Abstention                                              | 312 671   | 30,66 |       |        |               |  |
| Inscrits/Participation | Inscrits/Participation                                  | 1 019 762 | 69,34 |       |        |               |  |

### Résultats par provinces

#### Huesca
| Parti                  | Parti                                                   | Voix    | %     | +/-   | Sièges | +/-           |  |
| ---------------------- | ------------------------------------------------------- | ------- | ----- | ----- | ------ | ------------- |  |
|                        | Parti socialiste ouvrier espagnol (PSOE)                | 38 101  | 33,54 | 0,54  | 2      | 1             |  |
|                        | Parti populaire (PP)                                    | 29 804  | 26,24 | 6,17  | 1      | en stagnation |  |
|                        | Vox                                                     | 17 237  | 15,17 | 4,49  | 0      | en stagnation |  |
|                        | Unidas Podemos (UP)                                     | 14 035  | 12,36 | 1,33  | 0      | en stagnation |  |
|                        | Ciudadanos (Cs)                                         | 9 244   | 8,14  | 11,47 | 0      | 1             |  |
|                        | Union aragonaise (CHA)                                  | 2 000   | 1,76  | Nv.   | 0      | en stagnation |  |
|                        | Parti animaliste contre la maltraitance animale (PACMA) | 735     | 0,65  | 0,16  | 0      | en stagnation |  |
|                        | Sièges en blanc (EB)                                    | 393     | 0,35  | 0,03  | 0      | en stagnation |  |
|                        | Recortes Cero-Grupo Verde (RC-GV)                       | 198     | 0,17  | 0,06  | 0      | en stagnation |  |
|                        | Pour un monde + juste (PUM+J)                           | 153     | 0,13  | 0,01  | 0      | en stagnation |  |
|                        | Autres partis                                           | 334     | 0,29  | -     | 0      | -             |  |
|                        | Vote blanc                                              | 1 363   | 1,20  | 0,19  |        |               |  |
|                        |                                                         |         |       |       |        |               |  |
| Suffrages exprimés     | Suffrages exprimés                                      | 113 597 | 98,96 |       |        |               |  |
| Votes nuls             | Votes nuls                                              | 1 194   | 1,04  |       |        |               |  |
| Total                  | Total                                                   | 114 791 | 100   | -     | 3      | en stagnation |  |
| Abstention             | Abstention                                              | 57 931  | 33,54 |       |        |               |  |
| Inscrits/Participation | Inscrits/Participation                                  | 172 722 | 66,46 |       |        |               |  |

#### Teruel
| Parti                  | Parti                                                   | Voix    | %     | +/-   | Sièges | +/-           |  |
| ---------------------- | ------------------------------------------------------- | ------- | ----- | ----- | ------ | ------------- |  |
|                        | Teruel Existe (TE)                                      | 19 761  | 26,66 | Nv.   | 1      | 1             |  |
|                        | Parti socialiste ouvrier espagnol (PSOE)                | 18 934  | 25,54 | 7,28  | 1      | en stagnation |  |
|                        | Parti populaire (PP)                                    | 17 520  | 23,63 | 0,15  | 1      | en stagnation |  |
|                        | Vox                                                     | 9 346   | 12,61 | 1,93  | 0      | en stagnation |  |
|                        | Unidas Podemos (UP)                                     | 3 982   | 5,37  | 5,16  | 0      | en stagnation |  |
|                        | Ciudadanos (Cs)                                         | 3 732   | 5,03  | 14,64 | 0      | 1             |  |
|                        | Parti animaliste contre la maltraitance animale (PACMA) | 212     | 0,29  | 0,29  | 0      | en stagnation |  |
|                        | Parti communiste ouvrier espagnol (PCOE)                | 96      | 0,13  | Nv.   | 0      | en stagnation |  |
|                        | Autres partis                                           | 144     | 0,19  | -     | 0      | -             |  |
|                        | Vote blanc                                              | 403     | 0,54  | 0,51  |        |               |  |
|                        |                                                         |         |       |       |        |               |  |
| Suffrages exprimés     | Suffrages exprimés                                      | 74 130  | 99,29 |       |        |               |  |
| Votes nuls             | Votes nuls                                              | 531     | 0,71  |       |        |               |  |
| Total                  | Total                                                   | 74 661  | 100   | -     | 3      | en stagnation |  |
| Abstention             | Abstention                                              | 32 806  | 30,53 |       |        |               |  |
| Inscrits/Participation | Inscrits/Participation                                  | 107 467 | 69,47 |       |        |               |  |

#### Saragosse
| Parti                  | Parti                                                   | Voix    | %     | +/-   | Sièges | +/-           |  |
| ---------------------- | ------------------------------------------------------- | ------- | ----- | ----- | ------ | ------------- |  |
|                        | Parti socialiste ouvrier espagnol (PSOE)                | 158 326 | 30,85 | 0,45  | 3      | en stagnation |  |
|                        | Parti populaire (PP)                                    | 119 909 | 23,36 | 5,41  | 2      | 1             |  |
|                        | Vox                                                     | 92 353  | 17,99 | 5,24  | 1      | en stagnation |  |
|                        | Unidas Podemos (UP)                                     | 57 874  | 11,28 | 2,71  | 1      | en stagnation |  |
|                        | Ciudadanos (Cs)                                         | 47 001  | 9,16  | 11,70 | 0      | 1             |  |
|                        | Más País (av. CHA-Equo)                                 | 23 196  | 4,52  | Nv.   | 0      | en stagnation |  |
|                        | Parti animaliste contre la maltraitance animale (PACMA) | 3 618   | 0,70  | 0,29  | 0      | en stagnation |  |
|                        | Sièges en blanc (EB)                                    | 1 940   | 0,38  | 0,09  | 0      | en stagnation |  |
|                        | Mouvement social aragonais (MAS)                        | 1 068   | 0,21  | Nv.   | 0      | en stagnation |  |
|                        | Recortes Cero-Grupo Verde (RC-GV)                       | 861     | 0,17  | 0,09  | 0      | en stagnation |  |
|                        | Puyalón (PYLN)                                          | 532     | 0,10  | 0,01  | 0      | en stagnation |  |
|                        | Autres partis                                           | 1 616   | 0,31  | -     | 0      | -             |  |
|                        | Vote blanc                                              | 4 989   | 0,97  | 0,09  |        |               |  |
|                        |                                                         |         |       |       |        |               |  |
| Suffrages exprimés     | Suffrages exprimés                                      | 513 284 | 99,16 |       |        |               |  |
| Votes nuls             | Votes nuls                                              | 4 533   | 0,84  |       |        |               |  |
| Total                  | Total                                                   | 517 639 | 100   | -     | 7      | en stagnation |  |
| Abstention             | Abstention                                              | 221 934 | 30,01 |       |        |               |  |
| Inscrits/Participation | Inscrits/Participation                                  | 739 573 | 69,99 |       |        |               |  |